# Зорове поле
Зорове́ поле — «просторовий масив зорових відчуттів, доступний для спостереження в інтроспекціоністських психологічних експериментах».  Або просто, поле зору можна визначити як всю область, яку можна побачити, коли око фіксується прямо в точці.
Еквівалентною концепцією оптичних приладів та датчиків зображення є поле зору.
У оптометрії, офтальмології та неврології, А тест поля зору використовується для визначення того, чи є поле зору, що страждають від хвороб, які викликають місцеву скотому або більш широку втрату зору або зниження чутливості (збільшення порогу).

## Нормальні межі

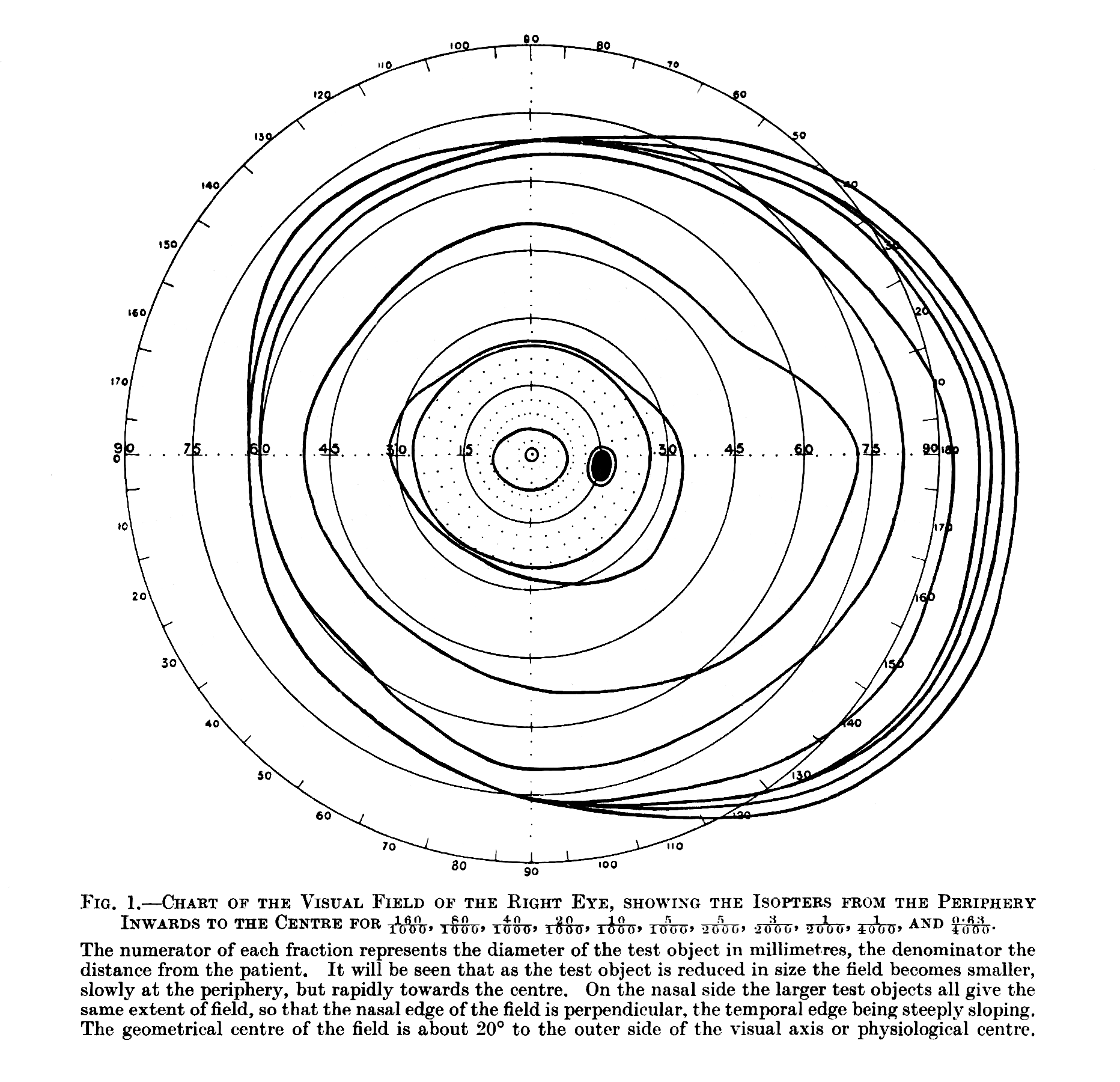
Класичне зображення форми та розміру поля зору Гаррі Мосс Трейквейр у своїй книзі «Клінічна периметрія» (1938; змінено, щоб показати найнеобхідніше). Це показує, що поле зору набагато більше зі скроневого боку, ніж часто цитується 90 °. Про подібні межі повідомлялося вже в 19 столітті.

Монокулярне (нормальне) поле зору людини поширюється приблизно до 60 градусів носа (до носа або зсередини) від вертикального меридіана в кожному оці, до 107 градусів в часі (від носа або назовні) від вертикального меридіана і приблизно 70 градусів вище і 80 нижче горизонтального меридіана.
Бінокулярне поле зору є накладанням двох монокулярних полів. У бінокулярному полі область ліворуч від вертикального меридіана позначається як ліве зорове поле (яке скроневе для лівого, а назальне для правого ока); відповідне визначення справедливе для правого поля зору. Чотири області, розмежовані вертикальним і горизонтальним меридіаном, позначаються як верхній / нижній лівий / правий квадранти. В Європейському Союзі мінімальна потреба в полі для руху становить 50 градусів по обидві сторони вертикального меридіана та 120 градусів по горизонталі в цілому та 20 градусів вище і нижче горизонтального меридіана. Макули відповідає центральному діаметру 17 градусів поля зору; ямки в центральні 5,2 градусів, іфовеола до діаметру 1-1,2 градуса.
Ніс розташований у полі зору обох очей, але через подальшу обробку в мозку його не помічають під час звичайних зорових завдань.

## Вимірювання поля зору
Поле зору вимірюється за допомогою периметрії . Це може бути кінетичним, коли плями світла відображаються на білій внутрішній стороні напівсфери і повільно рухаються всередину, поки спостерігач їх не бачить, або статичні, коли світлові плями блимають з різною інтенсивністю в фіксованих місцях у кулі, поки Тема. Зазвичай використовуються периметри — автоматизований аналізатор поля Хамфрі, периметр краю Гейдельберга або Oculus.
Інший метод полягає у використанні кемпіметра, невеликого приладу з плоским екраном, призначеного для вимірювання центрального поля зору.
Найчастіше використовуються схеми світлових плям, що перевіряють центральні 24 градуси або 30 градусів поля зору. Більшість периметрів також здатні випробовувати до 80 або 90 градусів.
Інший метод полягає в тому, що практикант тримає 1, 2 або 5 пальців у чотирьох квадрантах і центрі поля зору пацієнта (із закритим іншим оком). Якщо пацієнт може повідомити кількість пальців належним чином порівняно з полем зору лікаря, нормальний результат фіксується як «повний підрахунок пальців» (часто скорочений FTFC). Сліпа пляма також може бути оцінена за допомогою невеликого предмета між практикантом і пацієнтом. Порівнюючи, коли об'єкт зникає для практиканта, можна визначити сліпе місце суб'єкта. Існує багато варіантів цього виду обстеження (наприклад, ворушіння пальцями на зоровій периферії в кардинальних осях).

## Втрата зорового поля
Втрата зорового поля може статися внаслідок багатьох захворювань або розладів очей, зорового нерва або мозку. Для ока, наприклад, глаукома викликає дефекти периферичного поля. Дегенерація жовтої плями та інші захворювання, що вражають макулу, спричиняють дефекти центрального поля. Ураження зорового шляху викликають характерні форми зорових розладів, включаючи омонімічну геміанопсію, квадрантанопсію та скотомати.
Основною класифікацією дефектів поля зору є
1. Ураження сітківки ока (гетеронімні дефекти поля при глаукомі та ВМД)
2. Ураження зорового нерва (дефекти гетеронімного поля)
3. Ураження хіазми (наприклад, бітемпоральна геміанопія, втрата зору з боків)
4. Ураження після хіазми (омонімічні дефекти поля, такі як омонімічна геміанопія, квадрантанопія, омонімічні скотомати)

Іншими характеристиками є:
1. Дефекти висотного поля, втрата зору вище або нижче горизонтального меридіана — пов'язана з аномаліями очей
2. Центральна скотома, втрата центрального зору
3. Втрата периферичного поля, включаючи тунельний зір
4. Генералізована депресія всього поля зору

### Дефекти поля зору при глаукомі
При глаукомі дефекти поля зору виникають внаслідок пошкодження шару нервових волокон сітківки. Польові дефекти спостерігаються переважно при первинній відкритокутовій глаукомі. Через унікальну анатомію RNFL у зоровому полі видно багато помітних закономірностей. Більшість ранніх глаукоматозних змін спостерігаються в центральному полі зору, головним чином в районі Б'єрума, на 10 ° -20 ° від фіксації.
Нижче наведені загальні дефекти глаукоматозного поля:

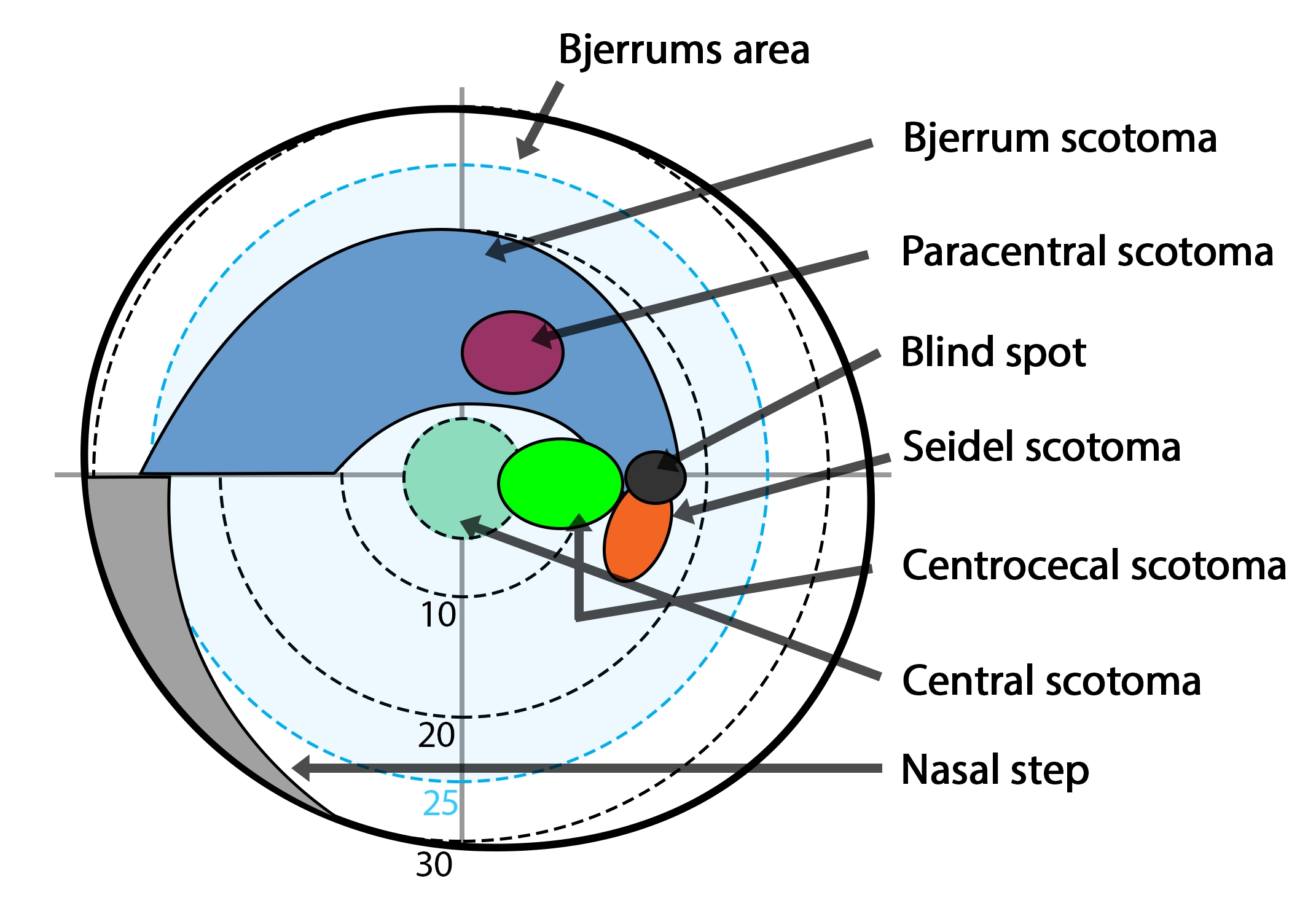
Площа Б'єррума та типи скотоми на полі зору

- Генералізована депресія: Площа Б'єррума та типи скотоми на полі зору
Генералізована депресія спостерігається на ранніх стадіях глаукоми та багатьох інших станів. Легке звуження центрального та периферичного поля зору внаслідок скорочення ізоптера піддається генералізованій депресії. Якщо всі ізоптери демонструють подібну депресію до тієї ж точки, це називається скороченням поля зору. Відносні парацентральні скотоми — це ті ділянки, де пацієнт не виявляє менші та тьмяніші мішені. Видно більші та яскравіші цілі. Невеликі парацентральні западини, переважно супероназальні, виникають при глаукомі нормального напруження (НТГ).  Генералізована депресія цілого поля може виникати і при катаракті.
- Оголення сліпої плями: оголення сліпої плями означає виключення сліпої плями з центрального поля через внутрішню криву зовнішньої межі центрального поля 30°. Це лише рання, неспецифічна зміна поля зору, без особливої діагностичної цінності при глаукомі.
- Мала парацентральна скотома у формі крила: Мала парацентральна скотома у формі крила в районі Б'єрума є найранішим клінічно значущим польовим дефектом, який спостерігається при глаукомі. Це також може бути пов'язано з назальними кроками. Скотому можна побачити вище або нижче сліпої плями.
- Серпоподібна скотома Сіделя: Парацентральна скотома приєднується до сліпої плями, утворюючи серпоподібну скотому Сіделя.
- Дугоподібна або скорма Б'єрма: Цей вид скотоми утворюється на пізніх стадіях глаукоми шляхом розширення скотоми Зейделя в області, розташованій вище або нижче точки фіксації, щоб досягти горизонтальної лінії. Периферичний прорив може статися через пошкодження нервових волокон.
- Кільцева або подвійна дугоподібна скотома: дві дугоподібні скотоми з'єднуються, утворюючи кільцеву або подвійну дугоподібну скотому. Цей дефект спостерігається на запущених стадіях глаукоми.
- Центральний носовий крок Ренна: він створюється, коли дві дугоподібні скотоми бігають різними дугами, утворюючи прямокутний дефект. Це також спостерігається на запущених стадіях глаукоми.
- Дефекти периферичного поля: Дефекти периферичного поля можуть виникати на ранніх або пізніх стадіях глаукоми. Периферичні носові сходинки Ренна виникають внаслідок скорочення периферичного ізоптера.
- Трубчастий зір: оскільки макулярні волокна є найбільш стійкими до глаукоматозних пошкоджень, центральний зір залишається незмінним до кінцевих стадій глаукоми. Це призводить до трубчастого зору, або тунельного зору, через втрату периферичного зору із збереженням центрального зору, що призводить до звуженого кругового тунельного поля зору. Пігментний ретиніт — це ще одне захворювання, яке спричиняє канальцевий зір.
- скроневий острів зору: це також спостерігається на кінцевій стадії глаукоми. Часові острови лежать за межами центрального поля зору від 24 до 30°,  тому він може бути не видно при стандартних вимірах центрального поля, проведених при глаукомі.

### Польові дефекти при дегенерації жовтої плями
Основна стаття: Дегенерація жовтої плями
Макули з сітківки є центральною областю в поле зору приблизно від 10 до 17 градів діаметра (в візуальному вугіллі). Він відповідає за зір з високою роздільною здатністю при хорошому освітленні, зокрема за читання. Багато захворювань, що вражають макулу, можуть спричинити дефекти центрального поля зору, серед них метаморфопсія та центральні скотоми.

### Польові дефекти при ураженні зорового шляху

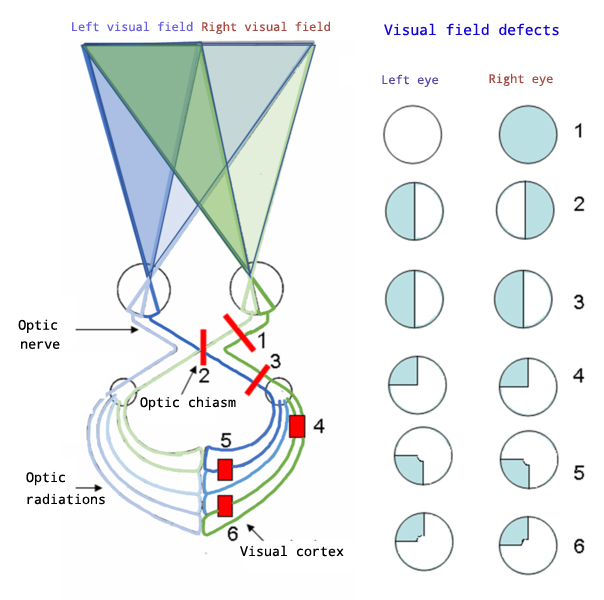
Ураження зорових шляхів зверху вниз:
1. Повна втрата зору на праве око
2. Бітемпоральна геміанопія
3. Одноіменна геміанопія
4. Квадрантанопія
5. & 6. Квадрантанопія з макулярним щадінням

Візуальний шлях складається з структур, що несуть візуальну інформацію від сітківки до мозку . Ураження на шляху викликають різноманітні дефекти поля зору. Тип дефекту поля може допомогти локалізувати місце ураження (див. Малюнок).
- Ураження зорового нерва одного ока призводить до часткової або повної втрати зору в одному і тому ж оці, з інтактним полем зору іншого ока.
- Поразка в проксимальній частині зорового нерва одного ока викликає, дефект центрального поля в одному оці та дефект скроневого напівполя в іншому оці (не показано на малюнку).
- Ураження в центрі хіазми зорового нерва викликає бітемпоральну геміанопію
- Поразка зорового тракту або повне опромінення зорового нерва спричиняє гомонімну геміанопію
- Коли частина зорового випромінювання в тім'яній частці уражена, сумарний дефект поля може бути нижчим квадрантом геміанопії

### Неврологічні причини дефектів поля зору
- Церебральний параліч : Втрата поля через церебральний параліч може бути геміанопічною, вражаючи навіть верхню або нижню половину, центральну скотому, периферичну скотому або острови зору.
- Епілепсія : Хоча польові дефекти рідко асоціюються з епілепсією, дефекти можуть виникати після операції на скроневій частці епілепсії.
- Перивентрикулярна лейкомаляція (ПВЛ): Двосторонні нижчі дефекти поля зору можуть виникати через пошкодження зорового випромінювання

### Інші причини дефектів поля
- Генералізована депресія спостерігається при катаракті
- Втрата центрального поля зору спостерігається при невриті зорового нерва, спадкова невропатія зорового нерва Лебера, макулярний отвір, дистрофія конуса, оклюзія гілки сітківки  тощо.
- Втрата периферичного поля зору, включаючи тунельний зір, спостерігається при відшаруванні сітківки, пігментному ретиніті, Оклюзія вени сітківки  тощо.
- Геміанопія та квадрантанопія спостерігаються у пацієнтів з інсультом, черепно-мозковою травмою, пухлиною тощо
- Дефект поля висотного зору спостерігається передньою ішемічною зоровою нейропатією, компресійною нейропатією (внаслідок пухлини або аневризми), Оклюзія артерії сітківки гілки, оклюзія вен сітківки гілки, колобома, папілоедем, ураження зорової кори тощо

## Галерея

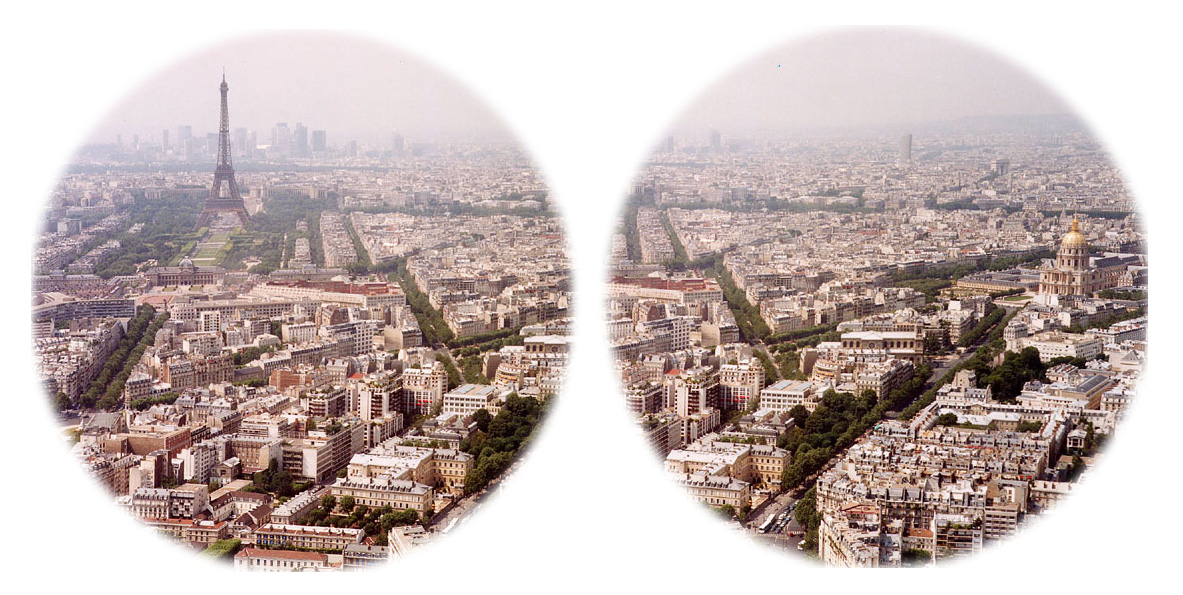
Париж, який видно із повними полями зору
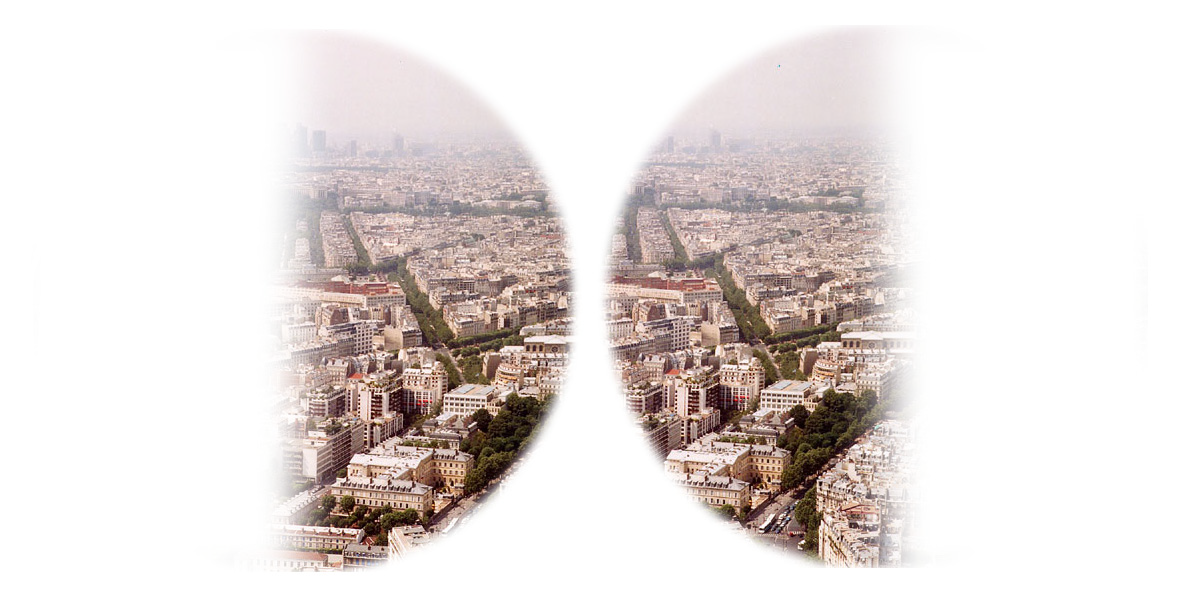
Париж, як видно з бітемпоральної геміанопсією
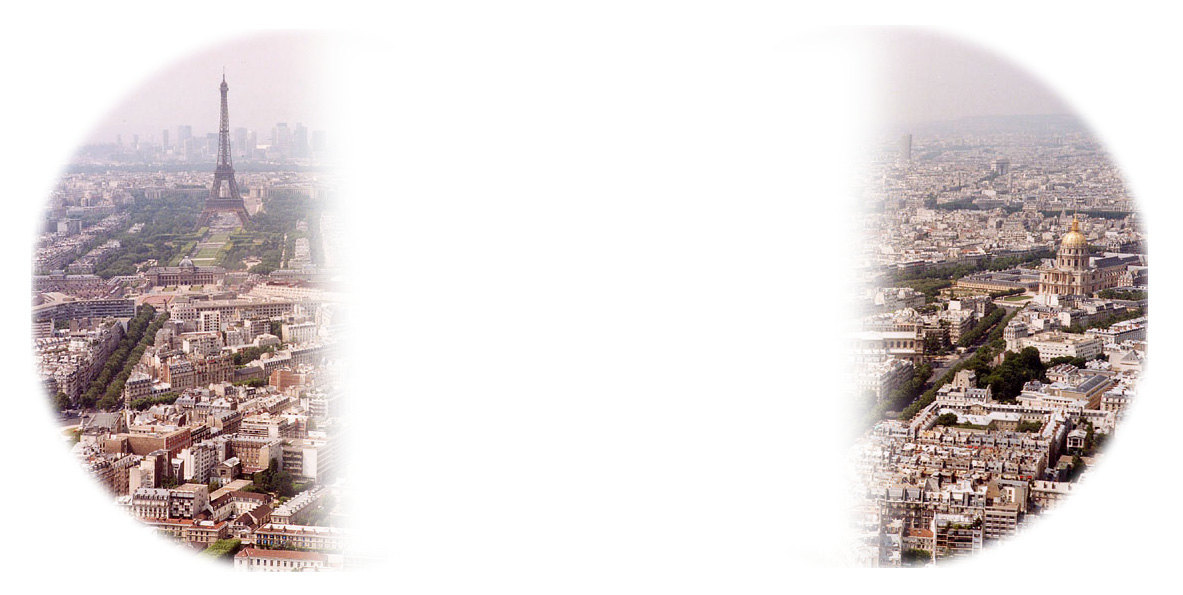
Париж, як видно з біназальною геміанопсією
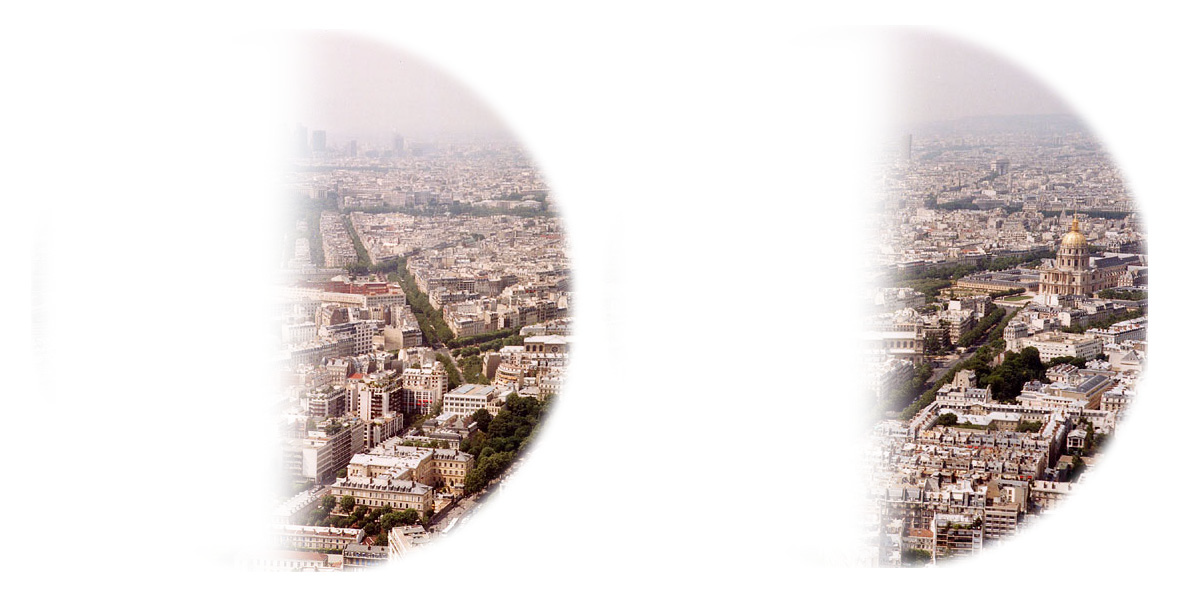
Париж, як видно з лівою одноіменною геміанопсією
Париж, як видно з правою одноіменною геміанопсією
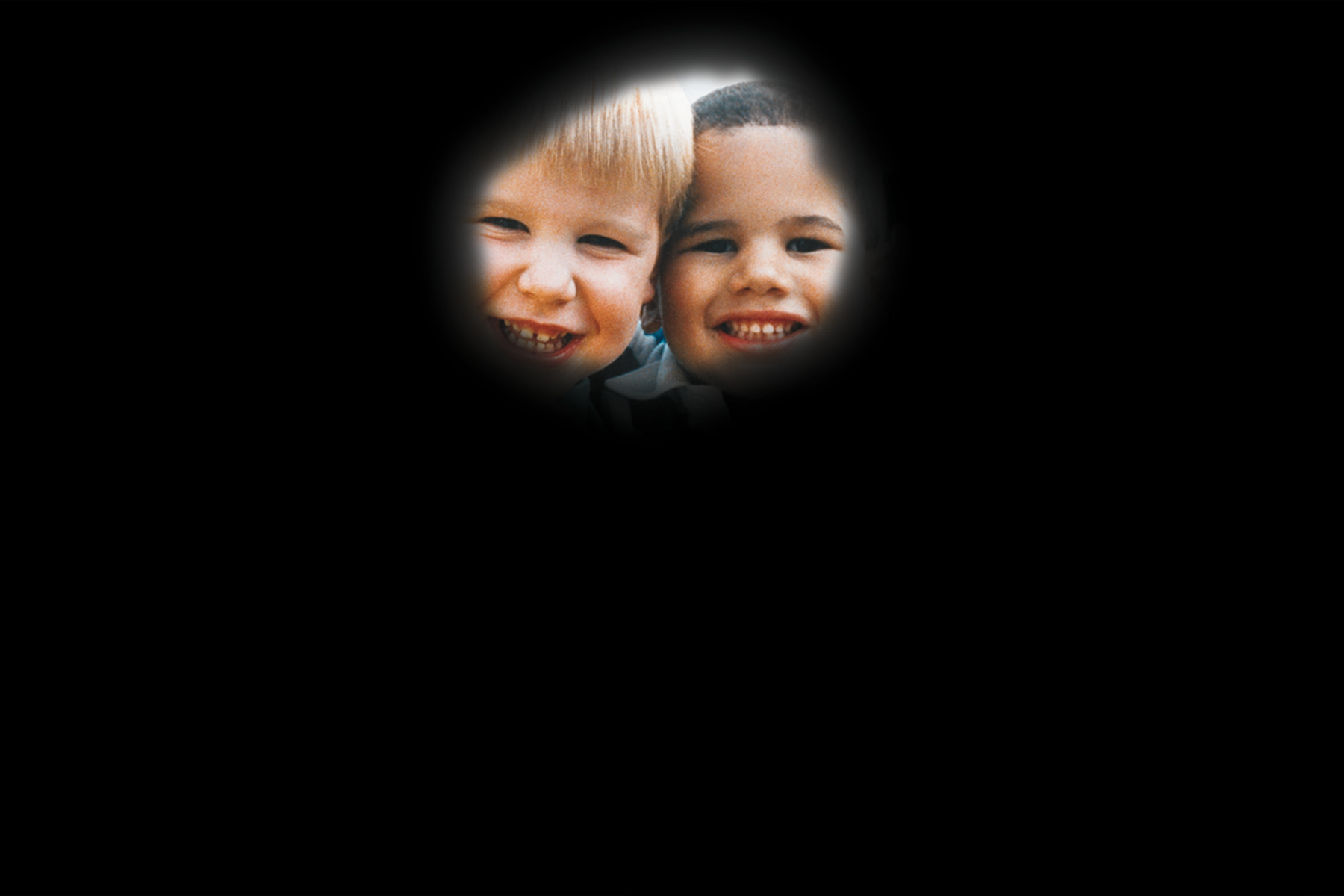
Трубчастий зір
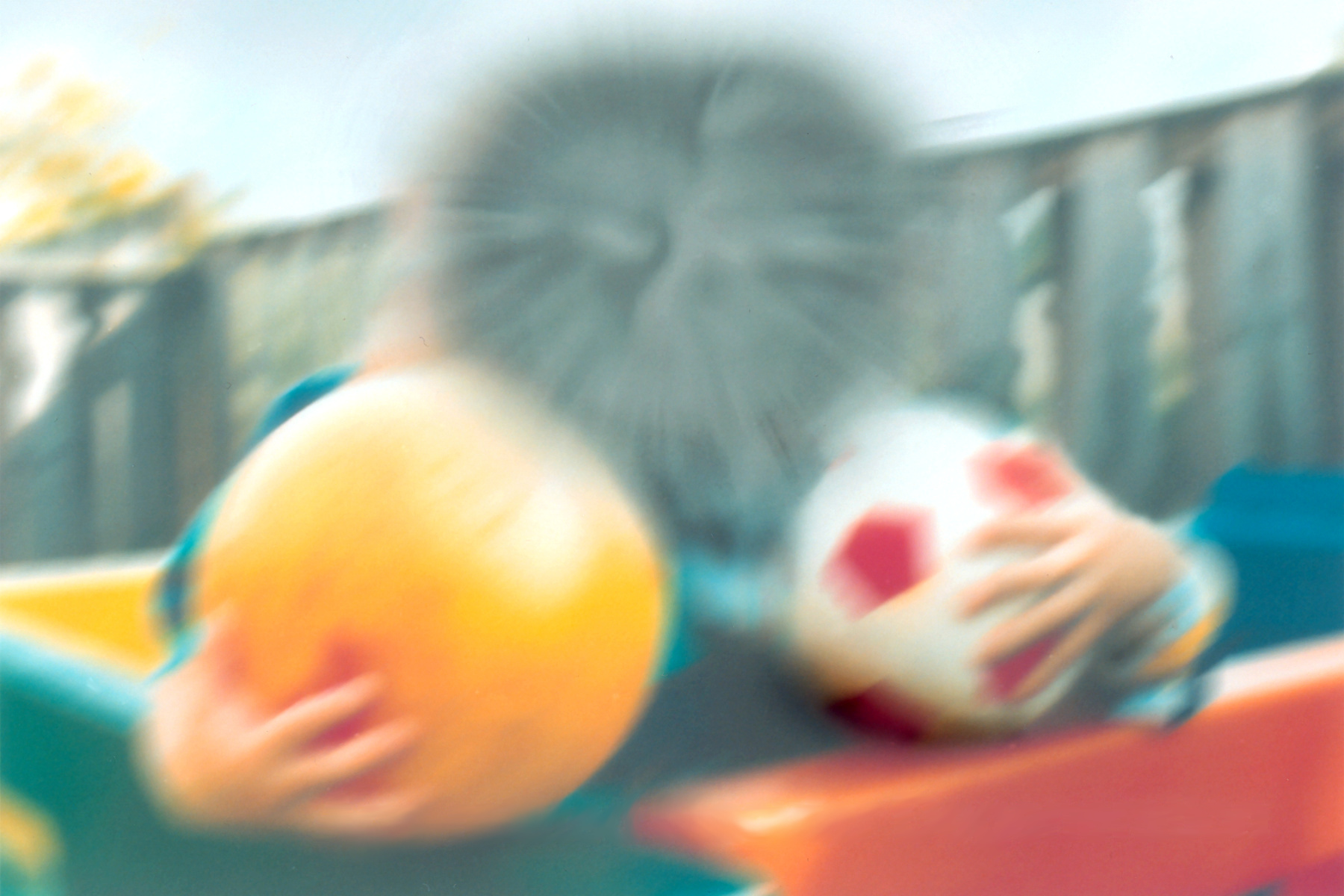
Дефект центрального поля при дегенерації жовтої плями